# 水野仙子
水野 仙子（みずの せんこ、1888年（明治21年）12月3日 - 1919年（大正8年）5月31日）は、日本の小説家。本名、服部テイ。筆名、服部水仙、服部貞子、服部水仙子、水野仙など。

## 生涯
服部直太郎とセイとの二男三女の末子として、福島県岩瀬郡須賀川町（現・須賀川市）に生まれた。燃料などを商う旧家だった。
1903年（明治36年）（15歳）、須賀川尋常高等小学校（現・須賀川市立第一小学校）を最優秀の成績で卒業し、須賀川裁縫専修学校に入った頃から、『少女界』誌に投稿した。長兄の歌人躬治（もとはる）が選者でいた。卒業後裁縫女塾へ通い、1905年から、河井酔茗の『女子文壇』誌に投稿し入選した。投稿仲間の愛称は『お貞さん』だった。1908年からは『女子文壇』に、全投書の掲載を約束された。
1909年（明治42年）（21歳）、『文章世界』誌に発表した『徒労』が編集主任の田山花袋に激賞されて上京し、田山家に寄寓して内弟子となった。そして、翌年の『お波』（中央公論2月号）、『娘』（同11月号）あたりで、投稿少女から一人立ちの作家となった。この年の11月、同じ花袋門下で『蒲団』のヒロインのモデルとして知られる岡田美知代が、永代静雄と別居した際に、代々木初台で同居する。
1911年、6年越しの文学仲間、川波道三と結婚した。花袋とは疎隔した。この年創刊された『青鞜』の社員となって作を載せたが、青鞜社の『新しい女たち』とは馴染まなかった。
1915年（大正4年）9月、前田晁に勧められて読売新聞記者となり、身上相談を受け持ったが、半年後肋膜炎を病んで退社。肝臓病、腹膜炎を併発し、療養したが、1918年（30歳）再発した。病床で有島武郎の作品の批評を書いて、武郎との文通が始まった。
その9月から、次姉ケサが勤める草津温泉の聖バルナバ医院へ入院したが、翌1919年（大正8年）5月、亡くなり、雑司ヶ谷墓地に葬られた。
1920年9月、夫道三編集の『水野仙子集』が、叢文閣から刊行された。題字尾上柴舟、序文田山花袋、跋文有島武郎、装丁岸田劉生である。仙子の作品の約三分の一、22篇を納めている。

## 手近な作品
- 「『水野仙子集』復刻版、不二出版、叢書 青鞜の女たち 10（2005）」に収録されている作品。（標題の次は、初出誌ないし紙。その次の（1910.05）などは、初出の西暦年月。行末の （青）印の作品は、2010年7月現在、青空文庫に収められている。）
  - 『四十餘日』、趣味（1910.05）（青）
  - 『女醫の話』、青鞜（1912.09）
  - 『陶の土』、新潮（1913.01）
  - 『神楽坂の半襟』、婦人評論（1913.02）（青）
  - 『女』、文章世界（1913.02）（青）
  - 『夜の浪』、女子文壇（1913.07）（青）
  - 『犬の威厳』、中央文學（1914.02）（青）
  - 『熱』、文章世界（1914.12）
  - 『悔』、淑女画報（1915.09）（青）
  - 『一粒の芥子種』、文章世界（1915.09）
  - 『淋しい二人』、新潮（1915.10）
  - 『二等室の思出』、希望（1916.04）
  - 『一樹の蔭』、新日本（1917.04）
  - 『十六になったお京』、読売新聞（1917.06）
  - 『道 - ある妻の手紙』、讀賣新聞（1917.12）（青）
  - 『輝ける朝』、中外（1918.02）（青）
  - 『お三輪』、中外新論（1918.04）
  - 『沈みゆく日』、中外新論（1918.12）
  - 『響』、女學世界（1919.01）（青）
  - 『嘘をつく日』、文章世界（1919.02）（青）
  - 『白い雌鶏の行方』、家禽界（1919.04）（青）
  - 『酔ひたる商人』、文章世界（1919.07）（青）
- 上の（青）印のほか、青空文庫に収録されている作品
  - 『散歩』、（1914.09）、中央文学
  - 『脱殻』、（1913.12）、新潮
  - 『冬を迎へようとして』、新潮、（1913.12）
- その他、水野仙子ホームページに多数の作品が収録されている。
- 上記のほか、単書に収録されている作品
  - 『神楽坂の半襟』、「渡邊澄子編：短編女性文学近代続』、おうふう（2002）」の中
  - 『四十余日』、「筑摩書房 明治文学全集82（1965）」の中
  - 『お三輪』、「編年体大正文学全集7、ゆまに書房（2001）ISBN 9784897148960」の中
  - 菅野俊之編：『水野仙子4篇、散歩・脱殻・徒勞・お波』、エディトリアルデザイン研究所（2000）ISBN 9784901134170（『お波』の初出は、中央公論（1910.02））